# Greedy
Pour plus de détails, voir Fiche technique et Distribution.
Greedy ou Les Héritiers affamés est un film américain réalisé par Jonathan Lynn, sorti en 1994.

## Synopsis
Oncle Joe est un vieil homme riche... si riche que ses neveux et nièces attendent qu'il meure pour en hériter. Mais quand ils découvrent que Molly, l'infirmière jeune et séduisante de l'oncle Joe, risque de tout rafler, ils décident de faire appel à Daniel McTeague Jr, neveu préféré de Joe et fils d'un écolo justicier des pauvres. Son neveu, Daniel (Danny), n'ayant plus eu de contact depuis plus de 25 ans avec son oncle, ils décident de faire la surprise à l'oncle Joe de le ramener afin d'écarter Molly et d'obtenir la fortune du vieux. Mais le lien qui unit l'oncle Joe et Danny va être un obstacle pour tous les affamés. Quant à Molly, elle a du répondant...

## Fiche technique
- Titre : Greedy ou Les Héritiers affamés
- Réalisation : Jonathan Lynn
- Scénario : Lowell Ganz et Babaloo Mandel
- Production : George Folsey Jr., David T. Friendly et Brian Grazer
- Musique : Randy Edelman
- Photographie : Gabriel Beristain
- Montage : Tony Lombardo
- Pays d'origine : États-Unis
- Format : Couleurs - 1,85:1
- Genre : Comédie
- Durée : 113 minutes
- Date de sortie : 1994

## Distribution
- Michael J. Fox (VF : Luq Hamet) : Daniel
- Kirk Douglas (VF : Roger Rudel) : l'oncle Joe
- Nancy Travis (VF : Anne Deleuze) : Robin
- Olivia d'Abo (VF : Séverine Morisot) : Molly
- Phil Hartman (VF : Georges Caudron) : Frank
- Ed Begley Jr. (VF : Max André) : Carl
- Jere Burns (VF : José Luccioni) : Glen
- Colleen Camp (VF : Laure Sabardin) : Patti
- Jonathan Lynn (VF : Philippe Dumat) : Douglas
- Bob Balaban (VF : Hubert Drac) : Ed
- Siobhan Fallon Hogan : Tina
- Joyce Hyser (VF : Véronique Augereau) : Muriel
- Mary Ellen Trainor (VF : Anne Kerylen) : Nora
- Khandi Alexander (VF : Marie Marczack) : Laura
- Kevin McCarthy (VF : Jacques Chevalier) : Bartlett
- Tom Mason (VF : Régis Ivanov) : le comédien jouant le père de Danny
- Austin Pendleton (VF : Michel Paulin) : le réceptionniste
- Francis X. McCarthy (VF : Roland Ménard) : Daniel Sr.
- Lowell Ganz (VF : Jean-Pierre Leroux) : le réalisateur de télévision
- John Lafayette (VF : Marc Alfos) : Dennis
- Adam Hendershott (VF : Brigitte Lecordier) : Joe à 9 ans
- Eric Lloyd (VF : Marine Boiron) : Joe à 6 ans
- Kirsten Dunst (VF : Amélie Morin) : Jolene

 Source et légende : version française (VF) sur RS Doublage